# Cố Ngạn Lãng
Cố Ngạn Lãng (顧彥朗, ? - 891) là một quân phiệt vào cuối thời nhà Đường, ông giữ chức Đông Xuyên tiết độ sứ từ năm 887 cho đến khi qua đời.
Tân Đường thư ghi ông là người Phong châu. Cả ông và em là Cố Ngạn Huy đều từng là tiểu hiệu trong Thiên Đức quân. Quân sứ Thái Kinh (蔡京) nói rằng tướng mạo anh em họ cho thấy về sau sẽ được phong hầu phong tướng, vì thế bảo con mình tặng tiền bạc cho họ. Trong khởi nghĩa Hoàng Sào, Cố Ngạn Lãng và Cố Ngạn Huy phụng sự trong chiến dịch trấn áp quân nổi dậy và tham gia tái chiếm kinh sư Trường An từ tay Hoàng Sào. Cố Ngạn Lãng sau đó được bổ nhiệm giữ chức Hữu vệ đại tướng quân.